# 一戸郵便局
一戸郵便局（いちのへゆうびんきょく）は岩手県二戸郡一戸町にある郵便局である。民営化前の分類では集配特定郵便局であった。局番号は83013。

## 概要
住所：〒028-5399 岩手県二戸郡一戸町一戸字向町5-2

## 沿革
- 1872年8月4日（明治5年7月1日） - 一戸郵便取扱所として開設[1]。
- 1875年（明治8年）1月1日 - 一戸郵便局（五等）となる。
- 1882年（明治15年） - 為替・貯金取扱を開始。
- 1897年（明治30年）1月21日 - 一戸郵便電信局となる。
- 1903年（明治36年）4月1日 - 通信官署官制の施行に伴い一戸郵便局となる。
- 1962年（昭和37年）6月1日 - 国際電報および国内欧文電報の配達・受付業務を岩手福岡電報電話局に移管[2]。
- 1967年（昭和42年）3月26日 - 電話交換業務を岩手福岡電報電話局に移管[3]。
- 1981年（昭和56年）3月2日 - 鳥海郵便局から和文電報配達業務を移管。
- 2007年（平成19年）3月5日 - 小鳥谷郵便局より集配事務を移管[4]。
- 2007年（平成19年）10月1日 - 民営化に伴い、併設された郵便事業二戸支店一戸集配センターに一部業務を移管。
- 2012年（平成24年）10月1日 - 日本郵便株式会社発足に伴い、郵便事業二戸支店一戸集配センターを一戸郵便局に統合。

## 取扱内容
- 郵便、印紙、ゆうパック、内容証明
- 貯金、為替、振替、振込、国際送金、国債
- 生命保険、バイク自賠責保険
- ゆうちょ銀行ATM
- 二戸郡一戸町内の一部地域（〒028-53xx、〒028-52xx）の集配業務[5]

## 周辺
- 一戸町役場
- 一戸町民体育館・文化センター
- 一戸町立一戸小学校
- 国道4号
- 馬淵川

## アクセス
- IGRいわて銀河鉄道線 一戸駅より徒歩約13分
- 岩手県北バス 向町停留所下車
- 八戸自動車道 一戸ICから南へ約1.5km
- 駐車場あり：5台